# Hilimbowo (Amandraya)
Hilimbowo is een bestuurslaag in het regentschap Nias Selatan van de provincie Noord-Sumatra, Indonesië. Hilimbowo telt 596 inwoners (volkstelling 2010).